# カール・クレイグ

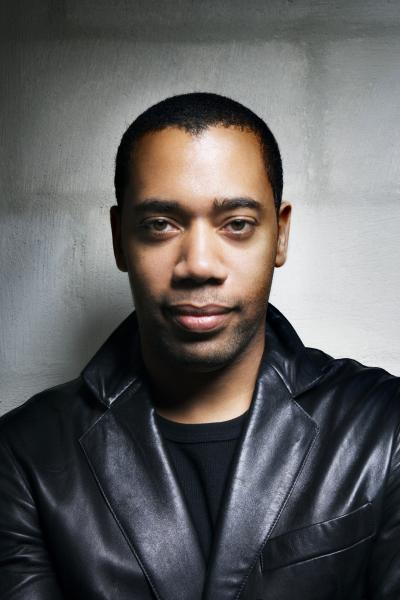

カール・クレイグ (Carl Craig、1969年5月22日 - ) は、アメリカのテクノミュージシャン、DJ。

## 概略
デトロイト・テクノの第二世代の一人に数えられ、ジャズ、ファンク、ハウスなど様々な音楽要素を盛り込んだ楽曲を作り、また曲調によって様々なアーティスト名義を使い分けて曲をリリースしている。
デトロイト・テクノの初期、デリック・メイによって発掘されたアーティストの一人で、彼のレーベルであるTransmatからも作品をリリースしている。
クレイグ自身もレーベル「Planet e」を運営し、自身のほかにもケビン・サンダーソン、アルトン・ミラー、ムーディーマンらが同レーベルからリリースしている。

## 名義
クレイグが用いたことがあるアーティスト名義
- Carl Craig（本名）
- 69
- BFC
- Designer Music
- FRS
- I'm mortal music
- Paper Clip People
- Parametric
- Psyche
- Shop
- Piece
- Tres Demented
- Urban Culture

他アーティストとのユニット
- The Detroit Experiment
- Incogdo
- Innerzone Orchestra
- Urban Tribe

## ディスコグラフィ
- Carl Craig名義
  - Landcruising、1995年
  - DJ-Kicks、1996年
  - More Songs About Food and Revolutionary Art、1997年
  - House Party 013: A Planet E Mix、1999年
  - Abstract Funk Theory、2001年
  - Onsumothasheeat、2001年
  - The Workout、2002年
  - The Detroit Experiment、2002年

- 69名義
  - 4 Jazz Funk classics、1991年
  - The Sound of Music、 1995年

- Paperclip People名義
  - The Secret tapes of Doctor Reich、1996年

- Tres Demented名義
  - Demented、2003年

- Innerzone Orchestra名義
  - Programmed、1999年